# روبرت بروستر
روبرت بروستر (17 أغسطس 1867 بسيدني في أستراليا - 8 نوفمبر 1962) (بالإنجليزية: Robert Brewster)‏ هو لاعب كريكت أسترالي.

## وصلات خارجية
- روبرت بروستر على موقع إي آس بي آن كريك إنفو (الإنجليزية)